# Pentació

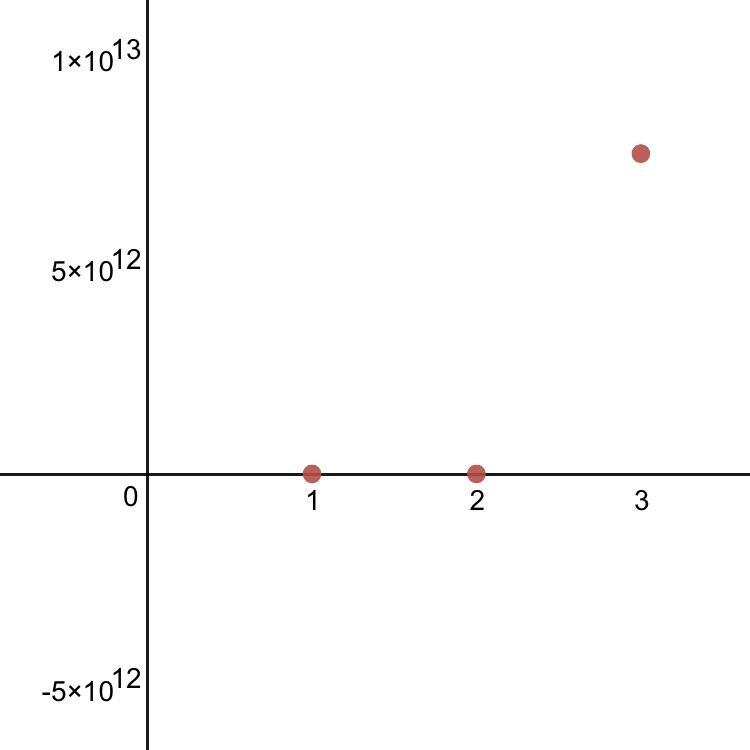
Els primers tres valors de l'expressió x[5]2. El valor de 3[5]2 és al voltant de 7.626 × 10^{12}; els resultats per a valors de x més grans són massa grans per aparèixer a la gràfica.

En matemàtiques, la pentació és la hiperoperació que li segueix a la tetració i és anterior a la hexació. Es defineix com la iteració (repetició) de tetracions, tal com la tetració és la iteració de la potenciació. És una operació binària definida amb dos nombres a i b, on a és «tetrada» a si mateix b vegades. Per exemple, usant la notació d'hiperoperació per a la pentació i tetració, {\displaystyle 2[5]3} vol dir «tetrar» 2 a si mateix 3 vegades, o {\displaystyle 2[4](2[4]2)}. Això es pot després reduir a {\displaystyle 2[4](2^{2})=2[4]4=2^{2^{2^{2}}}=2^{2^{4}}=2^{16}=65536.}

## Etimologia
La paraula pentació (en anglès, «pentation») va ser encunyada per Reuben Goodstein en 1947 de les arrels penta- (cinc) i iteració. És part del seu esquema general per a nomenar les hiperoperacions.

## Notació
No existeix un consens general per a la notació de la pentació; per tant hi ha diverses maneres d'escriure l'operació. No obstant això, unes s'usen més que altres i hi ha diferents avantatges entre una i altra forma d'ús.
- La pentació es pot escriure com una hiperoperació com {\displaystyle a[5]b}. En aquest format, {\displaystyle a[3]b} pot ser interpretat com el resultat d'aplicar repetidament la funció {\displaystyle x\mapsto a[2]x}, per {\displaystyle b} repeticions, començant amb el número 1. De forma anàloga, {\displaystyle a[4]b}, la tetració, representa el valor obtingut a l'aplicar repetidament la funció {\displaystyle x\mapsto a[3]x}, per {\displaystyle b} repeticions, començant amb el número 1, i la pentació {\displaystyle a[5]b} representa el valor obtingut a l'aplicar repetidament la funció {\displaystyle x\mapsto a[4]x}, per {\displaystyle b} repeticions, començant amb el número 1.[3] Aquesta serà la notació usada en la resta de l'article.
- En la notació de fletxa de Knuth, {\displaystyle a[5]b} es representa com {\displaystyle a\uparrow \uparrow \uparrow b} o {\displaystyle a\uparrow ^{3}b}. En aquesta notació, {\displaystyle a\uparrow b} representa la funció de potenciació {\displaystyle a^{b}} i {\displaystyle a\uparrow \uparrow b} representa la tetració. L'operació pot adaptar fàcilment la hexació afegint una altra fletxa.
- En la notació de fletxes encadenades de Conway, {\displaystyle a[5]b=a\rightarrow b\rightarrow 3}[4]
- Una altra notació proposta és {\displaystyle {_{b}a}}, encara que aquesta no és extensible a hiperoperacions de major ordre.[5]

## Exemples
Els valors de la funció de pentació també poden ser obtinguts dels valors en la quarta filera de valors en una variant de la funció d'Ackermann: si {\displaystyle A(n,m)} es defineix com la recurrència d'Ackermann {\displaystyle A(m-1,A(m,n-1))} amb les condicions inicials {\displaystyle A(1,n)=an} i {\displaystyle A(m,1)=a}, llavors {\displaystyle a[5]b=A(4,b)}.
Com la tetració, la seva operació base, no ha estat estesa a exponents no-enters, la pentació {\displaystyle a[5]b} actualment només està definida per a valors enters de a i b on {\displaystyle a>0} i {\displaystyle b\geq -1}, i uns pocs valors enters addicionals que podrien estar únicament definits. Com totes les hiperoperacions d'ordre 3 i més grans, la pentació té els següents casos trivials (identitats) que són veritables per a tots els valors d' a i b en el seu domini:
- {\displaystyle 1[5]b=1}
- {\displaystyle a[5]1=a}

Addicionalment, es pot definir:
- {\displaystyle a[5]0=1}
- {\displaystyle a[5](-1)=0}

A més dels casos trivials a dalt exposats, la pentació genera nombres extremadament grans molt ràpidament tal que només hi ha uns pocs casos no-trivials que produeixen nombres que poden ser escrits en notació convencional, com es mostra a continuació:
- {\displaystyle 2[5]2=2[4]2=2^{2}=4}
- {\displaystyle 2[5]3=2[4](2[4]2)=2[4]4=2^{2^{2^{2}}}=2^{2^{4}}=2^{16}=65,536}
- {\displaystyle 2[5]4=2[4](2[4](2[4]2))=2[4](2[4]4)=2[4]65536=2^{2^{2^{\cdot ^{\cdot ^{\cdot ^{2}}}}}}{\mbox{ (una torre d'exponents de 65.536 números d'altura) }}\approx \exp _{10}^{65,533}(4.29508)} (es mostra aquí en notació d'exponents iterats, ja que és massa gran per ser escrit en notació convencional. Cal notar que {\displaystyle \exp _{10}(n)=10^{n}})
- {\displaystyle 3[5]2=3[4]3=3^{3^{3}}=3^{27}=7,625,597,484,987}
- {\displaystyle 3[5]3=3[4](3[4]3)=3[4]7,625,597,484,987=3^{3^{3^{\cdot ^{\cdot ^{\cdot ^{3}}}}}}{\mbox{ (una torre d'exponents de 7,625,597,484,987 números de altura) }}\approx \exp _{10}^{7,625,597,484,986}(1.09902)}
- {\displaystyle 4[5]2=4[4]4=4^{4^{4^{4}}}=4^{4^{256}}\approx \exp _{10}^{3}(2.19)} (un nombre amb més de {\displaystyle 10^{153}} dígits)
- {\displaystyle 5[5]2=5[4]5=5^{5^{5^{5^{5}}}}=5^{5^{5^{3125}}}\approx \exp _{10}^{4}(3.33928)} (un nombre amb més de {\displaystyle 10^{10^{2184}}} dígits)
- {\displaystyle {^{^{2}2}2}\neq \left(2\uparrow \uparrow 2\right)\uparrow \uparrow 2={^{2}4}=256}
- {\displaystyle {^{^{^{2}2}2}2}\neq \left((2\uparrow \uparrow 2)\uparrow \uparrow 2\right)\uparrow \uparrow 2=(4\uparrow \uparrow 2)\uparrow \uparrow 2={^{2}256}\approx 3.2317006\times 10^{616}} (un number amd més de {\displaystyle 617} dígits)
- {\displaystyle {^{^{3}3}3}\neq \left(3\uparrow \uparrow 3\right)\uparrow \uparrow 3={^{3}7,625,597,484,987}\approx \exp _{10}^{4}(1.14589)} (un number and most de {\displaystyle 10^{98235035280651}} dígits)

## Extensió a números negatius o zero
Mitjançant l'ús del superlogaritme, {\displaystyle a\uparrow ^{3}b} es pot definir quan b és negatiu o zero per a un nombre limitat de valors de b. Per tant, per a tots els valors enters estrictament positius de a, la pentació negativa es defineix de la manera següent:
- {\displaystyle a\uparrow ^{3}0=\operatorname {slog} _{a}a=1} si a > 1.
- {\displaystyle a\uparrow ^{3}-1=\operatorname {slog} _{a}1=0} si a > 1.
- {\displaystyle a\uparrow ^{3}-2=\operatorname {slog} _{a}0=-1} si a > 1.

Pel que fa als valors negatius de a, només {\displaystyle a=-1} pot donar lloc a una extensió. En aquest cas, segons els valors de l'enter positiu b, els tres valors possibles que obtenim {\displaystyle -1\uparrow ^{3}b} són indicats de la següent manera: 
- {\displaystyle -1\uparrow ^{3}b={^{1}{-1}}=-1} si b és congruent amb 1 mod 3.
- {\displaystyle -1\uparrow ^{3}b={^{-1}{-1}}=0} si b és congruent amb 2 mod 3.
- {\displaystyle -1\uparrow ^{3}b={^{0}{-1}}=1} si b és congruent amb 0 mod 3.